# Вротновский-Сивошапка, Константин Германович
Константин Германович Вротновский-Сивошапка (9 июля 1890, Николаев — 2 апреля 1929, Ровно) — украинский военный и политический деятель, председатель Украинской военной ветеринарной управы, член Украинского Совета военных депутатов, член Украинской Центральной рады.

## Биография
Родился в Николаеве, вырос в Варшаве. Сдал экстерном экзамены на аттестат среднего образования при 6-й Варшавской гимназии. Окончил Варшавский ветеринарный институт в 1915 году.
Участник Первой мировой войны летом 1917 года являлся ветеринарным врачом саперного полка 11-й армии Гренадерского корпуса, дислоцировавшейся на Западном фронте.
Принимал активное участие в революционных событиях 1917—1920 годов. Был членом Украинской Центральной рады.
В апреле 1917 года на II Всеукраинском военном съезде, где избран членом Украинской генерального военного комитета (УГВК). С конца июля 1917 — председатель ветеринарной подсекции санитарно-медицинского отдела УГВК. Впоследствии — начальник ветеринарного отдела Украинской генерального военного секретариата.
Начиная с 1 ноября 1917 занимал должность начальника военно-ветеринарной управы Украинского Генерального Военного Секретариата, впоследствии — Военного министерства Центральной Рады.
По состоянию на конец ноября 1918 года — начальник ветеринарного управления военного министерства. С мая 1919 года референт по национально-культурных дел Сірожупанного корпуса Действующей армии УНР.
22 июня 1920 года занял пост товарища министра народного хозяйства УНР.
В конце 1920 года вместе с семьей эмитировал в Варшаву, затем переехал в Быдгощ оттуда в Мрочу и далее в Ровно. Работал вет-врачом. Принимал активное участие в общественной жизни Ровно, в частности стал инициатором создания «Художественного общества».
Умер в Ровно в 1929 году.